# Коломієць Володимир Хомич
Волод́имир Хом́ич Колом́ієць (нар. 6 січня 1938 — †19 лютого 2010) — радянський, український політичний діяч.

## Життєпис
Народився 6 січня 1938 року в м. Лубни Полтавської області в сім'ї робітника. В 1957–1959 навчався в Київській спеціальній школі міліції. В 1958 році був прийнятий в члени КПРС. В 1967 році заочно закінчив Київську вищу школу міліції МВС СРСР.
З вересня 1959 року по червень1966 року працював в Гадяцькому райвідділі міліції на оперативно-начальницьких посадах.
З червня 1966 року по січень 1992 року — начальник Хорольського райвідділу міліції.
З 1992 року — голова президії райради УТМР.
Обирався депутатом Хорольської районної ради 5 скликань: 15-го в 1975 р., 18-го в 1977 р., 17-го в 1980 році, 18-го в 1982 році,19-го в 1985 році. В 2006 році обраний депутатом Хорольської районної ради 2006–2011 рр.
Помер 19 лютого 2010 року. Похований на центральному цвинтарі м. Хорол.

## Нагороди та відзнаки
- медаль «За доблесный труд в ознаменование 100-летия дня рождения В. И. Ленина» (1970)
- медаль «50 лет советской милиции» (1968)
- медаль «За безупречную службу» 3 ступеня (1967)
- медаль «За безупречную службу» 2 ступеня (1973)
- медаль «За безупречную службу» 1 ступеня (1977)
- звання Почесний громадянин м. Хорол (12.03.2010)